# Coneixement
El coneixement o coneiximent és el conjunt de dades, conceptes i pràctiques al voltant d'una matèria o assumpte, un sinònim de saber. També es pot entendre com les informacions i veritats obtingudes a partir de la realitat o de l'ensenyament d'un mestre. El saber és el conjunt de coneixements que produeixen, un pensament continu de records dels coneixements adquirits al llarg del temps.
Ben sovint es comprèn el coneixement com a:
1. Fets o informació adquirida per una persona mitjançant l'experiència o l'educació, la comprensió teòrica o pràctica d'un assumpte referent a la realitat.
2. Allò que adquirim com a contingut intel·lectual relatiu a un camp determinat o a la totalitat de l'univers
3. Consciència o familiaritat adquirida per l'experiència d'un fet o d'una situació.
4. Representa tota certesa cognitiva mesurable segons la resposta a preguntes com ara per què, com, quan i on.

No existeix cap definició única de coneixement. No debades, existeixen múltiples perspectives per a considerar el coneixement. Fa l'objecte d'un estudi força desenvolupat dins les ciències cognitives i en les filosofies contemporànies. La branca de la filosofia que l'estudia és l'epistemologia o la teoria del coneixement. Dins la ciència, el coneixement és el resultat de l'aplicació de la raó i el mètode experimental a l'estudi de la realitat. Per a la psicologia, és el contingut de la ment, és fruit d'un procés d'aprenentatge i, per tant, inclou també l'experiència vital i les creences, no sols les dades empíriques i més o menys objectives.
El coneixement és un terme que pot tenir significats diversos tot depenent del context, però que de qualsevol manera té una relació amb els conceptes de significat, informació, educació, comunicació, representació, aprenentatge i estímul mental. És diferent de la informació simple. Ambdós es nodreixen d'afirmacions certes, però el coneixement és una forma particular del saber, dotada d'una utilitat. D'altra banda, la informació pot existir independentment de qui la fa servir, i quan pot ser, d'alguna manera, preservar-se sobre qualsevol classe de suport (paper, informàtic, etc.). El coneixement existeix només en el moment en què existeix una ment en grau de contenir-lo. En efecte, quan s'afirma haver explicitat un coneixement, en realitat s'estan preservant les informacions que el componen, juntament amb totes les correlacions que existeixen entre si, però el coneixement vertader i propi només fa presència en un usuari que recull aquestes informacions en la pròpia experiència personal. Fonamentalment, el coneixement existeix només quan hi ha una intel·ligència en condicions per a fer-lo servir.
En filosofia, es descriu sovint el coneixement com la informació associada a la intencionalitat. L'estudi del coneixement en filosofia es troba vinculat al de l'epistemologia (que es troba en les tradicions filosòfiques clàssiques i observa el problema a priori del coneixement en sentit universal).

## Cap a una delimitació del concepte

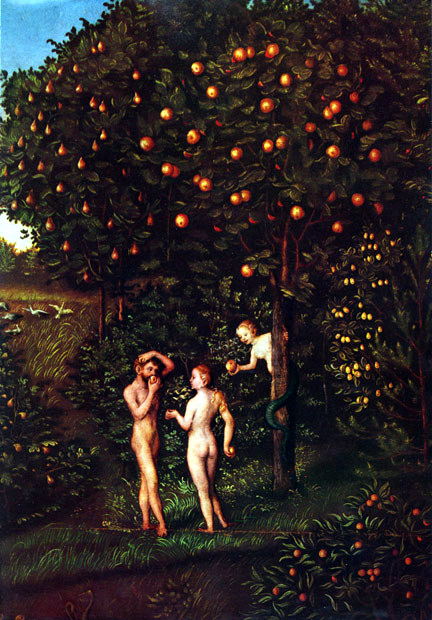
Arbres del Paradís, per en Lucas Cranach el Vell.

### Problemàtica
Tradicionalment, s'ha presentat el coneixement com quelcom d'específic a l'ésser humà. En efecte, segons que manifesta el filòsof català, Ramon Alcoberro i Pericay, l'home té capacitat de parlar articuladament i, per tant, té capacitat de conèixer però, tanmateix, mercès al desenvolupament de les ciències cognitives, avui sabem que seria correcte dir que tots els animals "coneixen" perquè tenen un sistema nerviós més o menys complex que els permet interactuar amb el seu entorn mitjançant els sentits perceptors. Efectivament, tot deixant l'ésser humà del qual ens ocuparem tot seguit, els animals aprenen a conèixer el seu entorn des que neixen fins que es tornen adults. Aprenen, en aquest sentit, a sobreviure i això implica adquirir coneixement. Des d'aquest punt de vista, el coneixement no és quelcom d'específic a l'ésser humà.
Una simple observació de la natura i el comportament animal permet donar compte de l'adquisició de coneixement per part de múltiples espècies tot al llarg del seu tarannà. Mogut per creences religioses, l'ésser humà sempre s'ha considerat superior a la resta d'espècies i, per tant, ha acabat elaborant un raonament segons el qual l'ésser humà és l'únic en poder conèixer i, això mateix, és el que planteja els problemes de la definició del coneixement. Actualment, la ciència mira de donar una definició que s'apropi tant com sigui possible a la realitat. No nega que els animals siguin capaços de conèixer, simplement diu que l'ésser humà no coneix de la mateixa manera.
En efecte, en tant que l'ésser humà disposa de llenguatge articulat, capacitat abstracta, és socialitzable i cultural, avui dia es podria dir que no coneix de la mateixa forma que qualsevol altra espècie animal. El coneixement, segons Ramon Alcoberro i Precay, adquireix un sentit d'exactitud i d'adequació de la realitat quan hi afegim la dimensió humana. Així doncs segons el filòsof francès, Christian Godin, el coneixement caldria definir-lo segons els ítems que s'exposen tot seguit:
1. Facultat mental que produeix una assimilació per part de l'esperit d'un contingut objectiu prèviament traduït en signes i idees
2. Resultat d'aquesta operació: el coneixement és una possessió simbòlica de les coses. Comprèn una infinitat de graus: coneixement racional, caòtic, objectiu.

### La tradició
L'ésser humà ha considerat a carrera llarga i generalment el coneixement com una creença en l'existència d'una ànima racional que faria possible intuir la realitat en forma de veritat. Des d'aquesta perspectiva, el coneixement respondria a les facultats intel·lectuals de l'ànima condigne a tres graus de perfecció de les mateixes: ànima en tant que principi de vida i automoviment vegetatiu, ànima sensitiva o animal i ànima humana o racional.
D'acord amb aquests postulats tots els éssers vius adquireixen informació del seu voltant mitjançant les seves facultats (o funcions de la seva ànima):
- Funció o ànima vegetativa: es dona en vegetals perquè realitzarien les funcions mínimes vitals de forma inherent com ara la nutrició, el creixement, la reproducció i la mort.
- Funció o ànima sensitiva: tot incloent-hi les vegetatives anteriors, es donaria en éssers animals atès que hi hauria una adaptació i automoviment local, com ara la memòria, l'aprenentatge i l'experiència. La funció no permetria arribar a un "coneixement vertader" de la realitat.
- Funció o ànima racional: es donaria en éssers humans vist que a banda de les funcions anteriors, s'afegeix la capacitat abstracta amb què el coneixement pren forma de conceptes traduïts en llenguatge i consciència de veritat.

Segons això, els éssers purament materials, inerts, sense vida i sense ànima, no posseeixen coneixement ni cap mena d'informació sobre el seu entorn, així com si fossin éssers del tot passius, sotmesos únicament a la casualitat mecànica material.
Alhora l'experiència, que només es trobaria en animals dotats de memòria, no ofereix encara una garantia de veritat vist que:
- és un coneixement subjectiu per part de qui posseeix l'experiència sensible; que només seria vàlid per a qui experimenta i únicament quan s'experimenta
- ofereix una veritat únicament momentània, canviant i refent a un sol cas. Retinguda a la memòria, només seria capaç d'aportar un contingut veritable probable, per analogia, tot basant-se en la similitud dels casos i situacions, com ara la inducció.

Així doncs, el coneixement racional o per conceptes:
- Seria propi i exclusivament de l'ésser humà, el qual disposa de la facultat d'enteniment.
- Pel fet de ser conceptes immaterials, independents de les causes materials de l'experiència, constitueixen una prova evident de l'existència de l'ànima racional, fet que torna l'ésser humà un tipus d'"ésser espiritual" i de certa manera deslligat del material.
- La veritat no depèn de les circumstàncies atès que l' activitat intuïtiva penetra i coneix a la vegada la realitat tal com és, l'essència de les coses i, per això mateix, es donaria en el camp de la ciència.

Aquests postulats se'ns presenten així atès que l'enteniment en tant que potència o facultat de l'ànima, és a dir, l'enteniment agent segons Aristòtil, és intuïtiu i penetra l'essència de les coses a partir de l'experiència per mitjà d'un procés d'abstracció. Per tant, pel que fa a l'acció, que s'oposaria a les simples emocions i sentiments, que són percebudes com a passions, ja que en aquests estadis l'ànima és passiva, s'hi troba la facultat de voluntat i que permet controlar les passions alhora que dirigir l'acció pròpia, amb llibertat sense dependre de les causes materials de l'experiència. Per això, l'enteniment o la voluntat es consideren facultats actives de l'ànima humana, deslligades de l'acció de les causes materials. Per tot plegat, el coneixement sensible (experiència viscuda com a coneixement de percepcions emmagatzemades a la memòria) així com la motivació (els efectes o sentiments considerats com a passions) es considerarien el fruit de l'acció material de l'entorn de l'ànima (l'ànima rep de forma passiva aquestes dades d'informació), mentre que la conceptualització i l'acció serien lliures i derivades de l'acció immaterial pròpia de l'"ànima racional humana"; cosa possible atès que l'ànima és espiritual i es deslliga de la matèria.
Actualment, fet i fet, tota aquesta concepció ha estat abandonada i és fora de l'àmbit de la ciència malgrat que continuï tenint una gran influència social i cultural a través de les creences religioses de les comunitats humanes.

### Avui dia
L'una de les activitats essencials de tot individu en relació amb el seu voltant és la de captar o processar informació sobre tot allò que l'envolta.
Amb aquest principi fonamental se situa l'activitat humana de conèixer dins un àmbit general propi a tots els éssers que trobaríem a la natura. A l'espècie humana, però, el coneixement constitueix l'activitat que produeix induït pel seu entorn de forma a existir, mantenir-se i desenvolupar-se. És a dir, el coneixement dins el cas humà adquireix una dimensió social i cultural, fet que impedeix conèixer de la mateixa manera que la resta d'espècies.
Les dimensions socials i culturals són tan fonamentals que tot ésser humà "sap" què és conèixer i el coneixement, per bé que li costa explicar-ho. Tal és la situació que retrobem la mateixa problemàtica amb tots els conceptes que són vertaderament de gran cas: el terme és perfectament conegut i el seu ús perfectament dominat. Però el terme té una amplitud tan gran i el seu ús té uns contexts tan diversos que el concepte mateix, nodrit de riquesa i matisos, resulta molt difícil d'entendre i explicar.
Tot això fa que continuï existint nombroses teories que miren d'entendre i explicar el concepte de coneixement.
Avui dia la ciència l'explica a través de la cognició o les activitats cognitives, concebudes com a conjunt d'accions i relacions complexes dins un sistema complex el resultat del qual es considera coneixement.
| - motivació, emocions - percepció, sensacions - tendència, aprenentatge - conceptualització - mot, llengua i llenguatge | - enculturació - socialització - comunicació - associació, inducció - raonament, deducció |  |

### Conèixer i saber

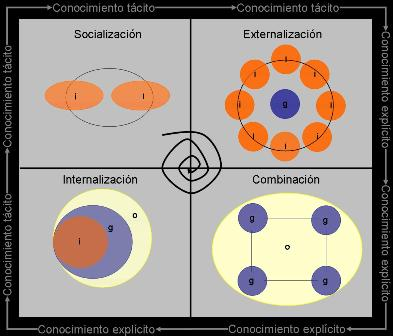
Espiral del coneixement

Es diferencia, tècnicament i formalment, els conceptes de conèixer i saber no contrastant que el llenguatge ordinari en faci un ús de sinònims.
- El conèixer i el seu producte, el coneixement, s'associa a l'evidència. Aquesta emet una creença que es basa en l'experiència i la memòria. Seria comuna a tots els éssers naturals en la seva evolució com a sistemes; només a partir dels animals superiors.[4]
- El saber requereix, a més del que s'ha exposa en la línia de dalt, una justificació fonamental; és a dir, un encaix en un sistema coherent de significat i de sentit, recolzat en el real i entès com a realitat; més enllà del coneixement de l'objecte en el moment present com si fos definit i complet. Sistema que formalitza un món i fa de l'experiència un què consistent. És doncs un conjunt de raons i altres fets deslligats de la pròpia experiència que, d'una banda, ofereixen un "saber què" és percebut com a veritat i, d'altra banda, orienten i defineixen la conducta, com un "saber fer" traduït en resposta adequada, adquirint valor de respecte i correcte.[cal citació]

Però podria molt bé resultar que la diferenciació entre “saber” i “coneixement” fos senzillament una “qüestió de noms” i que mitjançant aquesta distinció es convertís en real el que tan sols neix d'un joc de llenguatge. Molts epistemòlegs consideren que “la qüestió del saber” en el sentit més restringit i estricte del mot és, senzillament, impossible de resoldre, donat que si alguna cosa resultés objecte de “saber” en sentit ple hauria de ser eterna, inalterable i certa en tota mena de món possibles. Si s'assumís aquesta condició, com ja deia Sòcrates, només Déu seria savi perquè en el món real el contrari d'una qüestió de fet sempre és possible.
De totes maneres, l'intent de definició dels dos termes implica de forma implícita parlar de veritat. A la tradició occidental la paraula veritat ha ressonat de maneres prou diferents i seria bo no oblidar que per a diverses tradicions duu implícits significats diversos:
- En llatí, verum és “allò exacte i complet” i es contraposa a mentida o engany
- En grec, aletheia és “el que no [alfa privativa] està ocult o velat”, en el sentit de la cosa mateixa, d'allò que es desvetlla a la paraula
- En hebreu, emunah expressa “la confiança”, allò amb què es pot comptar, l'amic, etc.

Convindria no oblidar els tres sentits del mot per evitar una massa fàcil identificació entre veritat i veritat científica, que té sempre un caire aproximatiu i provisional.

## Tipologia del coneixement
Tot tenint en compte la complexitat de les activitats cognitives i els múltiples camps d'aplicació algunes classificacions metodològiques i definicions en poden facilitar l'estudi. De fet, el coneixement pot ser codificat si es pot emmagatzemar o especificar formalment. Per contraposició, el coneixement no codificat és el que no pot ser codificat, ja que és difícil d'expressar o explicitar. Si és codificat, llavors podrà comunicar-se o no, i es parla de coneixement explícit si pot ser transmès d'un individu a altre per algun mitjà de comunicació formal. Si no es pot comunicar o formalitzar, parlam de coneixement tàcit o implícit, normalment arrelat a experiències personals o models mentals

### Característiques genèriques
Sigui com es vulgui presentar el coneixement, aquest posseeix unes característiques pròpies:
- Tot coneixement humà té una dimensió profundament cultural, bé pel seu origen i formació, bé per la seva aplicació
- Alguns coneixements presenten la possibilitat de ser expressats amb el llenguatge de forma a adquirir una dimensió objectiva, intercomunicativa i codificada, cosa que en permet la transmissió i conservació, a la vegada ajuda a la interpretació entre diversos individus, cultures i llengües. Es parla de coneixement codificat.
- El coneixement no sempre és objectivable i comunicable, tampoc conscient, però, en qualsevol dels casos, orienta i dirigeix l'acció del comportament. Això s'aplica especialment al coneixement resultant de l'experiència.

#### Segons l'especificitat de l'aplicació

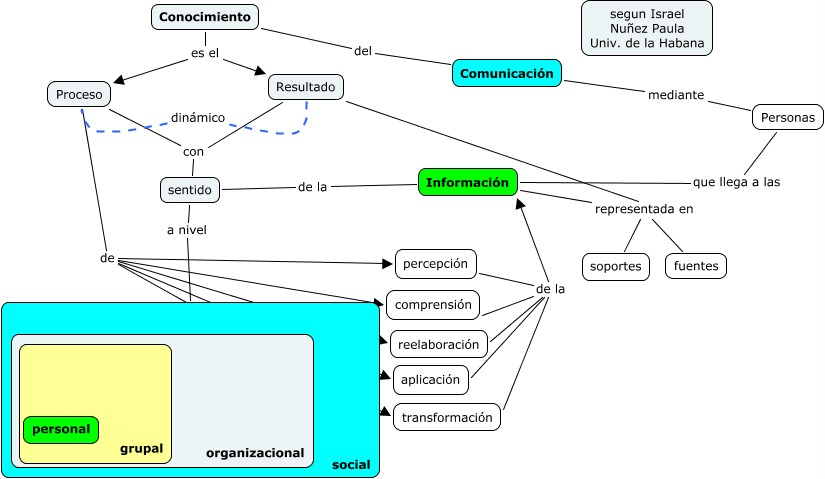
El coneixement segons la Israel Nuñez de Paula. Univ. La Habana

El coneixement pot ser:

##### Teòric
Com a representació d'una veritat representada o interpretada de la realitat, pot ser:
- científic, quan és el resultat d'esforços sistemàtics i metòdics de recerca col·lectiva i social a la cerca de respostes a problemes específics com ara explicacions l'elucidació de les quals procura oferir-nos la interpretació adequada de l'univers. Es parla de coneixement a posteriori. Deriva de l'experiència dels sentits. Pot refusar-se sense necessitat d'una contradicció;
- filosòfic, quan intenta fonamentar el coneixement tot abraçant l'univers com un tot amb sentit, de manera a ampliar les perspectives generals de tot coneixement a través de la crítica dels propis fonaments;
- creences, que s'accepten com si foren veritats evidents. Es parla llavors de coneixement a priori. És independent de qualsevulla experiència, veritat universal i necessària;

Aquest pot ser:
- teològic, a còpia d'una revelació divina
- tradicional, transmès culturalment. Aquest pot ser al seu torn:
  - locals, un coneixement desenvolupat al voltant d'una àrea geogràfica definida.
  - globals, formats per xarxes o comunitats, les quals pertanyen a llocs geogràfics dispars, fins i tot culturalment

##### Coneixements pràctics
Com a orientació cap a una acció per atènyer una finalitat:
- moral, fa referència a normes de comportament social;
- ètic, fa referència a la reflexió i el fonament de la moral vers un sentit o finalitat darrera
- polític, fa referència al fonament i organització del poder social
- artístic, en tant que forma d'expressió de la sensibilitat estètica, responent a la bellesa teoritzada
- tècnic, respon a la unitat dels resultats de l'acció en camps molt diversificats
  - la producció econòmica
  - la direcció política i social d'organitzacions socials
  - l'economia domèstica
  - les habilitats personals

#### Segons l'estructura del seu contingut
- Forma: manca de contingut material. Mostra únicament una estructura lògica a través de relacions i operacions definides prèviament en símbols sense cap mena de significat (lògica i matemàtiques)
- Material: tota la resta de coneixements que no són formals, en tant que tenen un contingut o una matèria sobre la qual ofereixen informació
  - Orientat, si fa referència a les relacions causals entre conceptes
  - Axiomàtic, quan es refereixi a explicacions per causes finals o a priori de successos

#### Segons el caràcter de la seva divulgació
- Públic, si es comparteix fàcilment i consisteix en un coneixement creat/difós per la societat
- Privat, si es construeix personalment en, amb o dins l'individu mateix; és la base del coneixement públic
- Explícit, si es pot transmetre d'un individu cap a un altre a través d'algun mitjà de comunicació formal
- Tàcit o implícit, arrelat normalment en experiències personals, models mentals i hàbits que no obstant això informen sobre les maneres o modes personals del coneixement
- Codificat, si s'emmagatzema o s'especifica formalment

##### Segons l'origen
- Coneixement analític a priori, quan tenim una forma lògica de les relacions entre el contingut concernit. És un coneixement independent de l'experiència atès que és tautològic o senzillament logicoformal. El seu fonament és la deducció.
- Coneixement sintètic o a posteriori, quan sorgeix d'una comprensió posterior d'un concepte i llenguatge derivat i lligat a l'experiència aplicada. El seu fonament és la inducció.
- Empíric, si ha estat assumit col·lectivament per certs resultats als quals no s'ha arribat aplicant-hi cap mètode formal. Si, altrament, s'ha seguit una metodologia, estem davant de coneixement científic. Com en aquest darrer cas existeixen lleis i principis que ho demostren (les que ens han permès arribar-hi), podem concloure que aquest coneixement sempre és cert.

##### Segons la finalitat
- Ciència: quan es pretén interpretar de forma adequada i verídica de la realitat
- Comunicatiu: quan es pretén transmetre informació
- Expressiu: quan es pretén transmetre emocions i sentiments, així com experiències estètiques

##### Segons el suport de conservació i divulgació
- Cultural, pròpiament dit; quan és propi a una organització, es fa ús de termes, nomenclatures i procediments acordats internament. Els àmbits culturals poden anar des d'una civilització fins a una societat política concreta o especialment determinada o un grup social reduït: científics, un grup empresarial, un club esportiu, una secta o fins i tot un grup d'amics.
  - Bibliogràfic: diccionaris, llibres i suports literaris
  - Artístic: escultura, pintura, literatura, música, teatre, etc
  - Informatitzat o digitalitzat

##### Segons la forma d'adquisició
Finalment, considerant una organització, empresa, grup, o sistema, el coneixement pot existir en un àmbit individual o en un àmbit col·lectiu.
- Acadèmic, quan és adquirit en institucions subjectes a normes i finalitats definides
- Professional, quan és adquirit a través de l'exercici d'una professió determinada
- Vulgar, quan és producte del simple intercanvi d'informacions entre iguals
- Tradicional, quan respon a una transmissió hereditària cultural
- Religiós, quan es desenvolupa en un àmbit d'institució social d'aquest tipus

## L'aprenentatge i coneixement
Donada la dicotomia sobre què és el saber, el coneixement i si les espècies humanes coneixen diferent o no, tot un debat es posa en lloc sobre si podem o no conèixer. Dins les ciències dures, fins i tot, s'intenta comprendre com coneixem. La teoria del coneixement o epistemologia és la que s'encarrega d'estudiar el coneixement i les formes d'adquirir-lo. S'ha dividit històricament en escoles: jònica, pitagòrica, eleàtica, atomista, eclèctica i sofista.

### Treballs en epistemologia
L'irracionalisme pensa que l'home difícilment pot conèixer perquè no estaria fet per atènyer la raó o el pensament racional. Aquest pensament creu que caldria desconfiar de tot pensament abstracte perquè és conceptual i, per tant, incapaç de copsar el món. Qüestió que ens trasllada a la definició de la teoria i les perspectives que podem adoptar sobre la teoria. La teoria no deixar de ser al capdavall una hipòtesi estructurada per explicar la realitat tal com es pensa que se'ns presenta. L'irracionalisme doncs pensa que som irracionals, sentiments, etc. El corrent el representen Rousseau, Bergson o Pascal. Defineixen l'accés al coneixement a partir d'un punt de vista ontològic. Simplement consideren que objectivament els éssers humans no arribaríem mai a atènyer la realitat perquè som éssers irracionals. No podem conèixer.
Les posicions dogmàtiques, en canvi, pensen que tenim manera de conèixer perquè existeix una veritat irrefutable. Aquest corrent pensa tenir una veritat a la mà i, per tant, hi hauria manera d'arribar-hi. És un pensament platònic com cartesià. Si més no aquest és el punt de vista escèptic. Els escèptics pensen que tot és fal·libles perquè l'home és fal·lible. És generalment un pensament que no permet treure res a carregador i que ens dona peu a qüestionar i interrogar-nos sobre tot.
Per sortir d'aquest pou el fonamentalisme pensa que una cosa és tenir la veritat com a horitzó i l'altra que el coneixement sigui imperfecte, és a dir, fal·lible. Per tant, podem conèixer i, això no s'oposa a l'error. Si som capaços d'errar i saber que tot bon cavall ensopegar, llavors es pot construir coneixement en un sentit progressiu o de progrés.
Els arguments del relativisme ens proposen, com el fonamentalisme, oposar-se al subjectivisme. Els relativistes pensen que hi ha tantes veritats com societats i per això aposta per un aprenentatge divers del coneixement. El coneixement té moltes maneres i cadascuna d'aquestes serveixen per a qui les concep. Tanmateix, dins d'aquesta varietat i a còpia de les reflexions de Protàgores, els relativistes pensen que existeix una moral universal i, per tant, malgrat la diversitat cultural, hi ha un conjunt universal de valors comuns. Segons el pensament relativista, hi ha doncs manera de sobrepassar la barrera i construir coneixement en un sentit de progrés i, per tant, aprendre.
En gran resum, podríem dir que l'epistemologia pensa que existeix una realitat objectiva i, cosa diferent, és si aquesta realitat som capaços de percebre-la o no de forma objectiva. Mentre el fonamentalisme pensa que hi ha manera de fer-ho a través de falsables i justificants, l'escepticisme no hi és tan partidari. Això és així perquè som éssers sentimentals o influïts per la nostra cultura, tal com proposa l'irracionalisme. Per tant, la qüestió de si som capaços de conèixer és gairebé irrefutable. Conèixer, en som capaços, cosa diferent seria si allò que coneixement és o no objectiu de la realitat. Alhora el relativisme ens diu que la forma en com coneixem és inductivista i holista. Del petit en fem generalitats i de la generalitat en fem petits.

#### Coneixement innat o adquirit
La Revolució Científica que tingué lloc a l'Edat Moderna arrel de treballs com els de Newton o Copèrnic han portat progressivament a tota una reflexió sobre si el coneixement és innat o bé adquirit. Al camp de l'epistemologia, el debat encara és d'actualitat i malgrat no resoldre's, les ciències dites dures aposten per un mètode científic que fa servir l'experiència com a vara de mesurar.
Fou René Descartes qui introduí el raonament segons el qual l'home neix amb coneixement perquè aquest és innat. Argumenta que sabem des de ben petits com parlar i tenim llenguatge. No cal a cap xiquet posar-lo a classes de lingüística perquè tot sol es comunica amb el seu entorn sense cap mena de dificultat. A còpia d'aquest exemple, l'ésser humà simplement neix amb coneixement innat que, després, segons que posa de manifest a Meditacions metafísiques, oblida i tot al llarg de la seva vida adulta torna a recordar.
Aquest punt de vista fou contestat amb posterioritat pels empiristes. El seu màxim representant fou David Hume. Sostenen que l'ésser humà no neix amb coneixement, sinó que és una taula rasa a partir de la qual adquireix coneixement. Argumenten que el nadó aprèn a parlar amb els seus pares i aleshores no sap què són els lleons, una empresa o un amic, sinó que ha d'aprendre a llarga carrera totes aquestes coses i, les aprèn amb l'experiència. L'experiència dota el nen de coneixements socials com ara saber què és bo i què no l'és. També li permet saber què és perillós o què no l'és. En aquest sentit hi ha un argument força convincent. El nadó ha d'aprendre que cal mirar a banda i banda del pas de zebra per no posar-se en perill. No és un coneixement que hagi adquirit prèviament. Com aquest altres exemples són exposats pels empiristes i, per tant, rebutgen el racionalisme cartesià.

### Treballs en neurociència
Històricament ha existit tot un debat sobre si el coneixement és adquirit o si s'aconsegueix amb l'experiència. Després de segles i intensos arguments, cada vegada queda més evidenciat en el camp de les ciències dures que l'ésser humà adquireix coneixement mentre creix. I, la neurociència, ens explica com. El primer element a intervenir en l'aprenentatge és la percepció. Els nostres sentits són els qui ens permeten conèixer. Interactuem amb el nostre voltant i de l'experiència que en treuen els nostres sentits, ens nodrim de coneixements.
El cervell diferencia sensacions, percepcions i conceptes. Els òrgans dels sentits aporten dades sensorials, les quals després configuren les representacions perceptives. Les percepcions són organitzades en representacions unificades. Els conceptes, per la seva banda, són abstraccions que el sistema nerviós fa de les percepcions, és a dir, són interpretacions. El cervell interpreta doncs els estímuls que rep a través de les dades sensorials. La nostra veritat és doncs una xarxa de milers de processos interpretatius.
Tenim per costum pensar que l'ull és una pantalla on hi veiem els objectes com ara una poma o una taronja. Però la realitat és que no existeix cap mena de pantalla. L'ull aporta dades sensorials que després construeixen l'objecte. El cervell no observa, sinó que construeix o es fa una representació de com són les coses a la realitat, sense que hi hagi garantia que siguin efectivament d'aquesta manera. A tot plegat cal afegir-hi que el cervell construeix a partir d'una combinació entre sistema cognitiu, món i passat ja percebut per l'individu.
L'ésser humà, en efecte, té memòria i aquesta juga i molt en la construcció de la realitat. La memòria és la facultat de recordar i en aquest cas és la facultat de recordar antigues construccions que el cervell fa de la realitat. El cervell emmagatzema cada un dels objectes de la seva realitat de manera que quan tornen a aparèixer davant seu, l'ésser humà els reconeix i els pot identificar. No en som gaire conscients, però la realitat és que la memòria juga i molt en el coneixement.
Un estudi elaborat per la psicòloga Elizabeth Loftus demostra com a part de la construcció del coneixement depèn de la memòria. Passà un vídeo d'un accident de trànsit a una sèrie de persones. El primer grup de persones fou preguntat per quina velocitat aproximada anava el cotxe que va topar contra l'altre mentre que al segon grup se li va preguntar la velocitat aproximada del cotxe que va esclafar l'altre. El que és sorprenent de les respostes és que el segon grup dona una velocitat més elevada que el primer grup. Per tant, veiem que la construcció del cervell del primer i segon grup no fou la mateixa, és a dir, que el cervell no és una pantalla. Alhora, una setmana després, se'ls preguntà sobre si havien vist vidres trencats i els del primer grup no sempre donaren respostes positives. És a dir, no memoritzaren si hi havia o no vidres trencats. L'experiència posa doncs de manifest com el cervell ens pot enganyar.
Així doncs, es planteja la pregunta de com coneixement i si en som realment capaços. L'epistemologia aporta diverses respostes a aquestes preguntes. Però neurològicament sabem que el cervell construeix la realitat i s'ajuda de la memòria curta i llarga en el temps. A partir d'aquestes dues, tindrem una memòria explícita, és a dir, que memoritza la informació general i la memòria implícita, que és procedimental i, per tant, ens permet memoritzar habilitats motores, com ara la conducció, lligar-se les sabates o cuinar. La memòria és doncs selectiva i procedimental. És així perquè el cervell necessita no recordar-ho tot com ara traumatismes. I, de retruc, això condiciona el coneixement. Coneixement, certament, però no coneixem com tots els animals. Tenim ancorats al nostre cervell el record de la nostra cultura, de forma que quan procedim a mirar de produir coneixement de la nostra realitat, ens veurem condicionats per la nostra memòria.
La dificultat en memoritzar ens permet allunyar-nos dels per menuts i generalitzar-ho tot. Per això mateix diem que l'ésser humà coneix amb holisme i inducció. Però a tot això cal afegir-hi el nostre raonament. La neurociència ha aconseguit detectar dos tipus de raonaments. L'ésser humà raona de forma implícita i explícita. La primera són raonaments inconscient mentre que la segona són raonaments calculats i possiblement plens de biaixos. En aquest sentit existeixen diversos tipus de biaixos dins els nostres raonaments. Podem raonar de certa forma perquè tothom raona així, raonar per fixació a una cosa, raonar de certa forma a confirmar les nostres percepcions, raonar en funció d'allò que destaca més o raonar amb un excés d'informació a la mà. Així doncs a banda de la memòria i les percepcions, el coneixement també es veu influenciat pel raonament.

### Treballs en sociologia
El concepte de coneixement és més general que el de coneixement científic. L'home occidental té per normal general associar el coneixement a les ciències dures i obviar que el coneixement no es limita a aquestes i que el seu comportament està definit per un coneixement de tipus social. En efecte, això és el que posa de manifest de la sociologia, la qual hi dedica fins i tot un apartat especial, la sociologia del coneixement.
En primer lloc, cal considerar efectivament que naixem amb un buit en coneixement i anem adquirint coneixement a mesura que creixem. Ho fem amb l'experiència i tot d'estímuls exteriors. Cada cultura hi té associades unes pràctiques i unes maneres de veure el món i, per tant, el coneixement adquireix tipologia. No només això, sinó que a més a més, en funció de les cosmovisions d'una societat, el coneixement es presenta d'una forma diferent a una altra societat perquè, tal com posa de manifest l'epistemologia, tenim capacitat de conèixer però coneixem de forma diferent a les altres espècies i no acabem certament mai de tenir la veritat davant nostre en estar condicionat per allò que som, éssers socials. Per això mateix les ciències fan servir el mètode científic hipoteticodeductiu.
En sociologia s'ha estudiat el coneixement i, sense entrar en la consideració si el coneixement és verídic o no, fet que ens allunya de la sociologia i ens apropa a l'epistemologia, s'ha constatat que el coneixement s'institucionalitza a la societat i, per tant, l'adquirim a través del procés de socialització. Aquest procés mostra tres nivells i és amb aquests nivells que la persona es nodreix de coneixement que no és obligatòriament científic.
La primera etapa comença amb el nadó i els diversos coneixements que ha d'adquirir per culturalitzar-se. Els pares són en aquesta etapa l'element primordial. A banda, el nadó adquireix vocabulari i de forma progressiva adquireix l'habilitat d'expressar, és a dir, de llenguatge. El llenguatge és un coneixement gairebé innat i que deixa en evidència que l'àmbit del saber no es limita exclusivament a les ciències dures.
La segona etapa és la de l'adolescència i l'obertura del camp relacional. L'ésser humà aprèn que hi ha unes normes socials que són totes elles un conjunt específic de coneixement que ha d'aprendre per poder-se relacionar amb els altres. A còpia d'això, i de l'experiència que adquireix, l'ésser humà, en aquest cas l'adolescent, es construeix com a persona. El seu coneixement s'amplia finalment a la darrera etapa que és la de l'adult. I, encara en l'etapa adulta, l'ésser humà és capaç de passar per una etapa més quan migra cap a un altre país i ha d'aculturar-se a uns altres coneixements que no són amb els que parteix.
Per tot plegat existeixen diversos grups que ens socialitzen:
- Relacions humanes
- Els mèdia
- L'escola
- La família
- La feina

### Transmissió del coneixement
El mot transmissió es defineix com el fet de passar quelcom, dins el cas que ens pertoca la informació, que hom posseeix a una altra persona o a altres persones. L'antropologia ha demostrat àmpliament com la transmissió de coneixement ha estat necessària per la supervivència i, de fet, és l'una de les característiques claus de l'ésser humà. Li permet banyar-se en cultura i la cultura n'és un tret distintiu. Per això hi ha un llarg debat sobre els perquès que portaren als primers humans a pintar sobre parets. Molts antropòlegs consideren que són transmissions de la cultura d'aquelles societats a noves generacions. Per tant, el coneixement es transmet ençà anys i és l'una de les claus de la supervivència, fins i tot convivència, entre éssers humans.
Dit això, el coneixement pot transmetre's de moltes formes. Per l'exemple, de manera que s'aprengui per imitació o percepció o fent servir el llenguatge, bé oral com escrit. L'escola, que té com a objectius fonamentals transmetre de manera formal els coneixements considerats valuosos i imprescindibles a les noves generacions amb un programa d'ensenyament que divideix el saber en diferents matèries.
Els llibres també són un instrument privilegiat de transmissió de coneixement, especialment els assaigs, els tractats de divulgació científica i l'enciclopèdia. Per aquest motiu, sovint han estat prohibits, per considerar que ensenyaven quelcom perillós o inadequat per a una comunitat concreta. Per la mateixa causa, alguns governs apliquen la censura al contingut d'Internet.
L'anomenat triangle del coneixement lliga la transmissió a un vincle que inclou com a vèrtexs el coneixement, l'educació i la innovació d'una societat, ja que afirma que per innovar i progressar (tant a nivell tècnic com d'idees) és necessari que hi hagi un accés massiu al coneixement mitjançant l'educació. Per aquest motiu, les inversions en el sistema escolar i la universitat, així com en formació permanent, ajuden a desenvolupar els sectors d'R+D+i a les empreses.

#### Vies d'accés al coneixement
El coneixement sobre el món pot venir de fonts variades:
- Intuïció, es considera posseir un coneixement tal que hom l'obté directament o immediatament sense prèvies. Normalment no es construeix ni formula per confirmacions empíriques o racionals. Per això mateix no pot explicar-se, fins i tot verbalitzar-se
- Experiència, allò que es coneix s'obté per l'experiència. En darrer terme es basa en el fruït del testimoniatge directe o indirecte (mitjançant apartats) de la percepció dels sentits
- Tradició, és la cultura que hereta una generació de les anteriors. Ací entra en joc el coneixement cultural i l'aprenentatge de normes socials, qüestionables tot sovint
- Autoritat, s'estableix la veritat d'un coneixement a cop de referència a una font. La força de l'autoritat es relaciona amb l'estatus de qui la posseeix: científic, moral, polític, artístic, religiós etc
- Ciència, és el conjunt de coneixement racionals, certs o probables, obtinguts amb mètode, verificació i contrast amb la realitat. Es refereix a objectes o conceptes d'una mateixa naturalesa que són valorats i acceptats per la comunitat científica tot i que la comunitat científica no sempre és unànime.

## Coneixement, veritat i cultura
Hi ha molts tipus de coneixements:
- la simple acumulació d'experiència
- el coneixement de la llengua
- les llegendes, costums o idees i creences d'una cultura particular, amb especial rellevància de les creences religioses i morals
- el "saber fer" a l'artesania i la tècnica
- el saber artístic
- la ciència
- gnosi o coneixement intuïtiu de totes les coses
- coneixement escolar

Tots aquests coneixements es desenvolupen en un entorn o camp de cultiu comú: la cultura basada en la tradició d'una societat donada. A cada moment es genera informació; tanmateix, la quantitat de coneixement humà és limitada, subjecta a condicions i sempre hi queden problemes per als quals el coneixement d'una societat o d'un individu no donen l'abast, com per exemple l'origen de l'Univers i de l'orde, l'origen i la fi de la vida.
La raó sempre qüestionarà els marcs conceptuals, teories, que expliquen i amplien el món com a camp de la investigació de l'univers.
Té especial rellevància el coneixement científic en relació amb la veritat. És pròpiament dit el coneixement amb millors garanties, capaç d'aportar una interpretació més ajustada a la realitat i a la funció representativa del llengua; la veritat científica és doncs la millor representativa de la veritat i per això és reconegut i assumida per la humanitat dins la racionalitat. És així perquè les ciències són el resultat d'esforços sistemàtics i mètodes d'investigació col·lectiva i social a la cerca de respostes a problemes específics que ofereixen una interpretació més adequada de l'univers.
Els coneixements s'adquireixen a través d'una pluralitat de processos cognitius: percepció, memòria, experiència (intents seguits d'èxits o fracassos), raonament, ensenyament-aprenentatge, testimoniatges de tercers, etc. Aquests processos són objectes d'estudi de la ciència cognitiva.
Per la seva banda, l'observació controlada, l'experimentació, la modelització, la crítica a les fonts (ex.: Història), les enquestes i altres procediments que són específicament utilitzats per les ciències, poden considerar-se un refinament o una aplicació sistemàtica dels anteriors. Aquests són objecte d'estudi a l'epistemologia.

### Punt de vista filosòfic clàssic
Plató dedica a l'estudi del problema del coneixement el diàleg Teetet malgrat que en altres diàlegs (sobretot Menó i la República) hi ha igualment reflexions importants sobre el tema. A la primera part del Teetet s'hi discuteix i s'hi rebat amb nombrosos arguments la teoria relativista del sofista Protàgores, segons la qual cada opinió o doxa és vertadera per a qui la sosté. Tanmateix, caldria reconèixer que hi tenim opinions o creences falses. A la darrera part del diàleg s'hi discuteix de l'anomenada "definició platònica" del coneixement (episteme), segons la qual el coneixement mateix està fabricat de creences o opinions vertaderes i justificades. Aquesta definició tampoc s'accepta al diàleg mateix malgrat que històricament ha estat el punt de partença per a gairebé totes les investigacions posteriors sobre el tema (fins i tot en el present).
A Teetet en Plató hi reconeix que els elements senzills són com a tal "irracionals" donat que no s'hi pot atribuir cap mena de raó. Tot seguit a Sofista intenta anar més lluny d'allò elemental al fonament del mateix, a la idea de logos, a la racionalitat que li serveix de fonament o, com diria en Zubiri, fa possible el "vertader" de les coses i els fets com a realitat. El saber de la veritat, concebut d'aquesta manera, és un "fet obert" en tant que procés intel·lectual i no pas un adquirit definitiu. Un conjunt de raons i d'altres fets independents de la nostra experiència que ofereixen, d'una banda, un "saber sobre el què" i percebut com a veritat i, d'altra banda, orienten i defineixen noves perspectives del coneixement i de l'experiència possible.
La principal funció del mite és tot i així exposar el procés que cal seguir en l'educació del filòsof governant, tema central del VIIè llibre. Aquest procés està representat pel recorregut del presoner alliberat de l'interior de la caverna fins al món exterior i culmina amb la percepció del raig de sol. El mite dona a comprendre que l'educació és un llarg i costós procés, ple d'obstacles i, per la qual cosa, no accessible a qualsevol persona. El presoner alliberat ha d'abandonar de mica en mica les seves velles i falses creences, els prejudicis lligats a l'hàbit costumari; també ha de trencar amb la seva vida anterior, còmode i confortable, però basada en l'engany; ha de superar les pors i les dificultats per tal de comprendre la nova realitat que troba davant seu, més vertadera i autèntica que l'anterior. D'aquí que el presoner és "obligat", "forçat", "arrossegat" per una per una "sorruda i escarpada pujada" i acostumar-se de mica en mica a la llum de fora, fins a atènyer el coneixement d'allò autènticament real, és a dir, allò etern, immaterial i immutable: les idees. Però tot plegat no s'acaba pas ací la feina del filòsof: un cop s'ha format en el coneixement de la veritat, cal "tornar a la caverna" i, malgrat poder-se presentar mol maldestre i tingui necessitat d'un període d'adaptació, caldrà ocupar-se dels assumptes humans, aquells que són propis del món sensible. A La República el coneixement cabdal, percebut com a racional, es caracteritza necessàriament com a vertader i fonamentat en principis hipotètics. Només es pot arribar a aquest principis amb l'ajuda de la facultat dialèctica que ha d'"obrir camí tal com una batalla cap a totes les objeccions".
I així i tot, el saber de les "arts", tal com s'entenia entre els clàssics, és a dir, les matemàtiques, tenen el seu punt de partença en hipòtesis senzilles que ofereixen, per tant, una explicació condicionada i no pas un coneixement categòric.
Per suposat, les creences i l'opinió, fins i tot si són vertaderes, es consideren ignorants de la realitat de les coses i queden doncs reglades al camp de les probabilitats i les aparences.
Tradicionalment la vinculació entre coneixement, veritat i necessitat ha format part de tota pretensió de coneixement filosòfic i científic.

### Epistemologia actual
Tanmateix, avui dia s'oposen a aquesta doctrina les postures falibilistes, segons les quals la veritat estricta no és una característica essencial del coneixement o de ciència autèntics.
El falibilisme va ser àmpliament difós per Karl Popper durant el segle XX i juntament amb les aportacions de la sociologia, Thomas Kuhn i la insuficiència dels mètodes, Feyerabend, entre altres factors fan que la nova epistemologia tinguin una fonamentació oberta.
Del falibilisme i la definició platònica es considera que els coneixements són en essència creences prou justificades. Postura mantinguda a propòsit pel filòsof mexicà Luis Villoro, entre d'altres. La reflexió sobre el propi coneixement genera la seva pròpia ciència i filosofia:
- Gnoseologia/Epistemologia, també anomenada Teoria del coneixement
- Filosofia de la ciència

### Punt de vista cientificotècnic
A les ciències hi és força comú assumir l'existència d'un continu progressivament complet, integrat per dades, informació, coneixement i saviesa. És defineix d'aquesta manera el coneixement com a conjunt organitzat de dades i informació que permeten resoldre un determinat problema o prendre una decisió (coneixement "accionable").

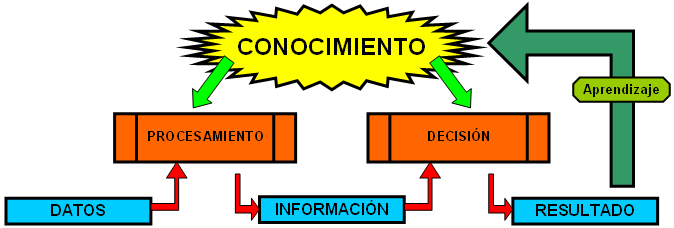
Esquema sobre el coneixement des del punt de vista de les ciències de la informació, com es genera i com s'aplica.

Per arribar al coneixement s'aplica l'anomenat mètode científic per bé que existeixen múltiples vies d'arribar-hi malgrat no ésser totes de la mateixa fiabilitat: mètode empíric, mètode històric, mètode lògic, mètode estadístic, analogia, etc
De forma general per tal que una creença constitueixi coneixement científic no n'hi ha prou amb que es presenti com a vàlida i consistent d'un punt de vista lògic. Per tal que una teoria s'hagi de considerar com a vertadera, ha d'haver-hi, des d'un punt de vista de la ciència, proves que la recolzin. Dit altrament, cal demostrar-ne la versemblança fent servir el mètode científic, en conformitat amb una lògica empírica i un mètode experimental.
Això no debades és seriosament complicat de fer-se si s'hi introdueixen interrogats relatius a la suficiència del mètode, com ara la transparència dels fets (existeixen els fets purs o interpretacions?), la factibilitat de la pretensió d'objectivitat i la neutralitat valòrica (es pot tenir comprensió de la realitat des d'un punt de vista neutral, tal com si fos el d'un Déu o estem condemnats a perspectives?), etc.

### Tradicions culturals i punt de vista religiós
Tanmateix, el concepte de coneixement és més genèric que el de coneixement científic. Això és així perquè les tradicions culturals i les creences religioses constitueixen un tipus especial de coneixement diferent del coneixement científic: un tipus de saber viscut com a creença dins l'àmbit social i cultural, i tingut com a experiència acumulada o revelada rebuda dels avantpassats.

## Generar coneixement
El coneixement des d'un punt de vista formal pot ser generat de formes diverses. Una forma sistemàtica de generar coneixement humà conté les etapes que tot seguit s'exposen:
1. Investigació bàsica (ciència). Publicació d'aportacions predominants mitjançant memòries de congressos i articles especialitzats
2. Investigació aplicada o d'anàlisi (tecnologia, humanitats, etc). Publicació d'aportacions equiparables a les ciències bàsiques.

Aquestes dues etapes poden interactuar i fer-se cícliques atès que pot haver-hi un article amb una aportació molt petita i un altre que reuneix aportacions de dos o més articles. La investigació aplicada es basa en el coneixement de les ciències dites dures però també en qualsevol altra manifestació de coneixement. La investigació aplicada pot generar més coneixement tot i que la investigació bàsica comporta una gran acumulació de noves potencialitats per a la creació de coneixement aplicat.
1. Llibres científics o tècnics. Un llibre científic o tècnic agrupa, cataloga i resumeix el coneixement de què es disposa sobre un tema determinat. Un llibre actualitzat hauria d'incloure les darreres aportacions sobre la temàtica concernida
2. Divulgació. Amb el coneixement existent a la mà, es publiquen articles diversos en revistes o llibres de divulgació amb la intenció que el coneixement sigui explicat a la població general (no especialitzada). És en aquesta etapa quan el coneixement arriba a la població de manera massiva. També pot arribar-hi mitjançant els mèdia, com ara la Viquipèdia.

### Mètode científic
En ciències, és normal assumir l'existència d'un continu progressivament complex, integrat per les dades, la informació, el coneixement i la saviesa. Així, es defineix el coneixement com el conjunt organitzat de dades i informació que permeten resoldre un determinat problema o prendre una decisió (coneixement d'"accions").
Per assolir-ho, s'aplica l'anomenat mètode científic amb múltiples vies d'arribar a obtenir coneixement: mètode empíric, mètode històric, mètode lògic, analogia, etc.
En general, perquè una creença constitueixi coneixement científic no n'hi ha prou que sigui vàlida i consistent lògicament, car això no n'implica la veritat. Així, per exemple, s'ha de tenir un sistema lògic deductiu consistent i vàlid. Negant la totalitat de les premisses del sistema, s'obtindrà un sistema igualment consistent i vàlid, només que contradictori al sistema previ. De tal manera, la validesa no garanteix veritat. Perquè una teoria es pugui consider com a veritable, han d'existir, ha de recolzar sobre proves que la confirmin; és a dir, s'ha de poder demostrar-ne la versemblança amb el mètode científic o mètode experimental. Aquest fet, però, es veu seriosament complicat si s'introdueixen interrogants relatius a la suficiència d'aquest mètode, com per exemple, la transparència dels fets (existeixen els fets purs o més aviat interpretacions?), La factibilitat de la pretensió d'objectivitat i neutralitat valora (és possible la comprensió de la realitat des d'un punt de vista neutre, tal com fos el d'un déu, o estem condemnats a perspectives?), etc.

El coneixement és informació combinada amb l'experiència, el context, la interpretació i reflexió. És un recurs renovable que pot fer-se servir una volta i una altra.
- La informació és fragmentada, mentre que el coneixement és situat de la manera mental en que té un sentit per a les neurones.
- La informació pot ser transferida tal com apareix. El coneixement ha de ser construït de manera que tingui un sentit en conjunt.
- La informació no necessita ser contextualitzada.[cal citació] El coneixement és sempre una part d'un concepte més gran.[Cal aclariment]
- El domini de la informació pot mostrar-se per la reproducció. El domini del coneixement es mostra pel seu ús en innovacions.[cal citació]

## Focus o seguiment històric del coneixement

Definició platònica del coneixement, en què les condicions necessàries per al coneixement són la part veritable del conjunt de les creences

No existeix un acord universal sobre allò que constitueix el coneixement, la certesa i la veritat. Es tracta d'una qüestió encara debatuda pels filòsofs i científics.
Plató va escriure el diàleg Teetet, en què centralitza l'estudi del problema del coneixement, encara que en altres diàlegs (especialment Menó i La república) també reflexiona sobre el tema. Dels seus diàlegs, es deriva una definició difosa en què el coneixement s'expressa com a teoria de les justificacions de la veritat de les conviccions.
En la primera part del Teetet, discuteix i rebat amb nombrosos arguments la teoria relativista del sofista Protàgores, segons la qual cada opinió (doxa) és veritable per a qui la sosté. Per tant, cal reconèixer que hi ha opinions o creences falses. En l'última part del diàleg, es discuteix l'anomenada definició platònica del coneixement (episteme), segons la qual aquest està constituït per creences o opinions vertaderes i justificades. Aquesta definició tampoc no s'accepta en el mateix diàleg, malgrat això, històricament ha estat el punt de partida per a pràcticament totes les investigacions ulteriors sobre el tema (fins i tot fins al present). En La república el coneixement cabal es caracteritza com necessàriament veritable, i com fundat en principis no hipotètics. Aquests principis només es poden aconseguir mitjançant la facultat dialèctica, que ha d'obrir-se pas, com en una batalla, a través de totes les objeccions. En canvi, les arts -com les matemàtiques- parteixen de simples hipòtesis. Per descomptat, la creença i opinió, fins i tot si són veritables, es consideren ignorants de la realitat de les coses i queden relegades a l'àmbit d'allò probable i aparent.
Ludwig Wittgenstein escrigué un tractat (De la certesa) en què indagà al voltant del coneixement i la certesa. Una rama d'aquestes observacions és, de manera recurrent, dividida en una rama sencera, anomenada filosofia de l'acció. El problema principal observat pels filòsofs és el següent: com tenir la certesa que les conviccions humanes són efectivament un coneixement? Quan és veritable el coneixement?
Tant la certesa com l'evidència són característiques epistèmiques que pertanyen exclusivament a la pròpia convicció. En altres paraules, aquestes no afirmen altra cosa que la convicció és vertadera. És, doncs, necessari recórrer a altres característiques epistèmiques, com la racionalitat o el criteri lògic, per tenir garantia que un cert coneixement és justificat, això és, que correspon a allò vertader: aquesta no ha de ser arbitrària, ni casual ni irracional. Aristòtil, per exemple, jutjava erròniament la dita de Protàgores, segons la qual "l'humà és la mesura de totes les coses", precisament perquè és contradictori: si fos vertader això que a cada persona sembla cert, el coneixement seria buit del seu sentit racional; conèixer significaria, en canvi, 'percebre' o 'sentir', independentment de cada criteri objectiu.
Es pot notar com el problema de la divergència en la subjectivitat i objectivitat, en veritat i certesa, que hui en dia és afrontat detalladament dins la teoria de la justificació, es vesteix sense la contraposició sobre els sentits o l'intel·lecte, o darrere de la veritat i l'opinió. Es tracta d'un problema amb el qual es van trobar primer els antics grecs i després els filòsofs successius.
Per a molts autors, la vinculació entre coneixement, veritat i necessitat forma part de tota pretensió de coneixement filosòfic i científic. Tanmateix, a aquesta doctrina s'oposen les postures de fal·libilitat, segons les quals la veritat estricta no és una característica essencial del coneixement o la ciència autèntics. El fal·libilisme va ser àmpliament difós per Karl Popper en el segle xx, però es pot reconèixer ja en un autor com René Descartes. Del fal·libilisme i la definició platònica, es desprèn que els coneixements són essencialment creences bén justificades.

### Filosofia xinesa
A les Analectes confucianes es llig que Confuci afirma que el coneixement consisteix a saber què es coneix i què no. Aquesta definició del coneixement que el relaciona amb el desconeixement és similar a la definició trobada al capítol LXXI del Tao te ching.

### La contraposició entre els sentits i l'intel·lecte
A grans trets, en la història de la filosofia occidental, són freqüentment contraposades (i de vegades sobreposades) dues línies de pensament: aquelles que consideren el coneixement un producte de la ment i de la indagació introspectiva, i aquelles que afirmen que el coneixement deriva únicament dels sentits: de l'exterior.
Un dels primers filòsofs que van contraposar el coneixement intel·lectual i el sensorial fou Pitàgores, que feia del nombre i de la saviesa matemàtica l'objecte principal del coneixement. D'aquesta contraposició va sorgir el caràcter ocult del coneixement, que es pensava reservat a un petit cercle d'iniciats, els únics capaços de comprendre la naturalesa intel·lectiva de la realitat. Seguidament també, l'escola d'Elea, en particular Parmènides, que va avaluar el coneixement sensorial, afirmà la importància d'un saber deduït exclusivament de la raó. Un saber així resultava, però, poc accessible a la majoria, perquè no era objectiu: del fet d'ésser es pot dir, de fet, que s'és, res més. Als pitagòrics i als altres eleàtics es contraposen les teories atomistes dels seguidors de Demòcrit, segons el qual el coneixement és fruit dels processos mecànics, això és, de la combinació dels àtoms que col·lidint amb els nostres òrgans sensorials produeixen en nosaltres l'aprenentatge.

#### Sòcrates

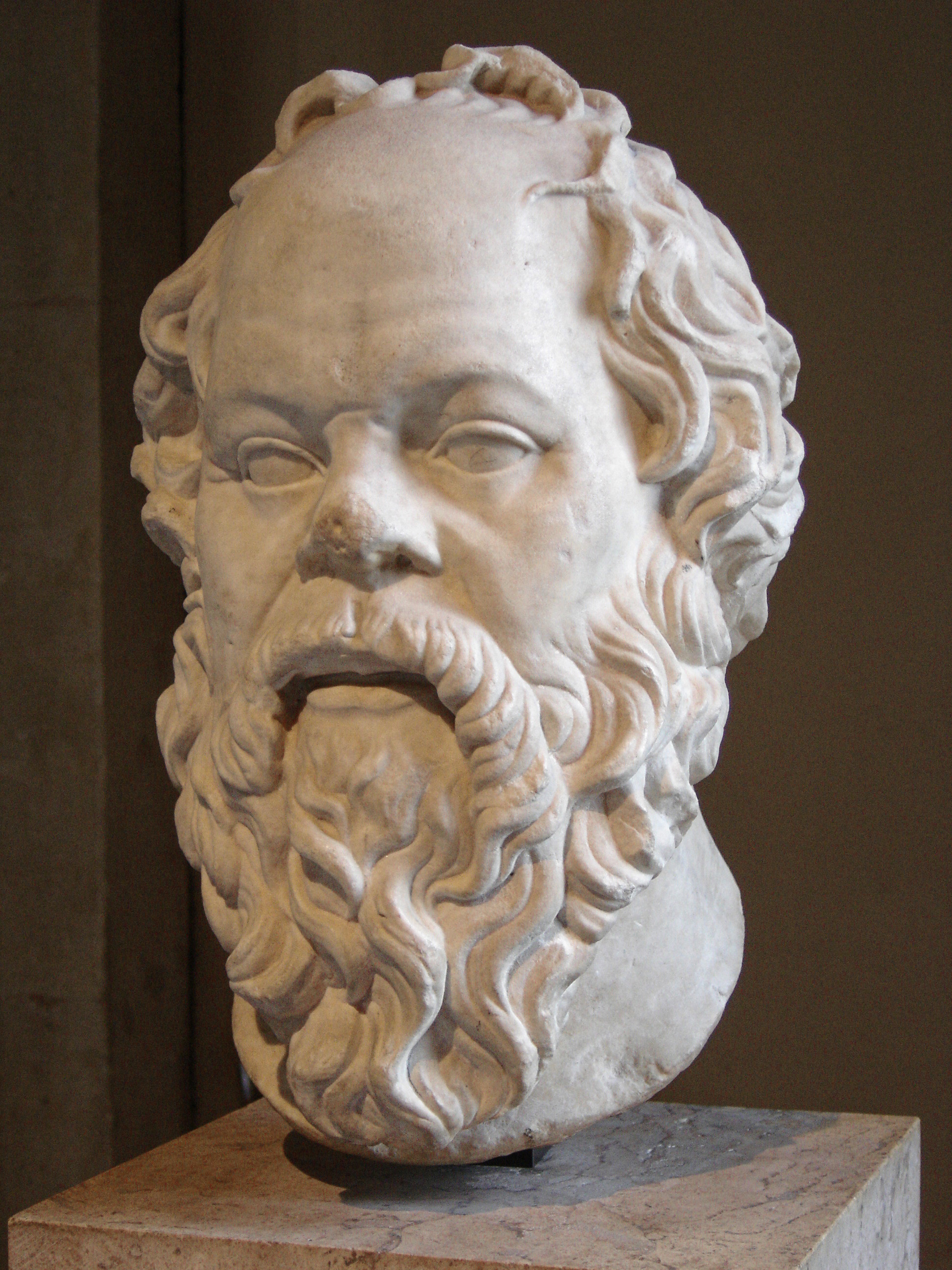
Bust de Sòcrates

Amb Sòcrates el coneixement adquireix un valor ètic, i és des d'aquest moment reconsiderat com a primer punt de la reflexió individual. Per a Sòcrates, de fet, cada coneixement és en va si no es refereix a la pròpia autoconsciència, a aquella veu de l'ànima dotada de consciència, en grau d'examinar críticament i de desemmascarar el fals saber dels sofistes, les nocions no reflexives d'aquells que creuen saber però en realitat no saben. La veritat sapiència per a una persona, neix, doncs, del coneixement de si mateixa; un coneixement així, però, no és ensenyable, ni es transmet amb paraules, perquè no és una tècnica. El mestre pot només ajudar l'alumne a partir d'ell mateix.

#### Plató i els neoplatònics
Plató va seguir els ensenyaments de Pitàgores, Parmènides i Sòcrates, també reavaluant en part l'experiència sensorial. Els sentits, segons Plató, serveixen per a revifar en les persones el record de les idees; és a dir, d'aquelles formes universals amb les quals s'ha plasmat el món i que permeten conèixer-lo. Conèixer significa, per tant, recordar: El coneixement és un procés de reminiscència d'un saber que jeu ja a dins de la nostra ànima, i per això es diu que és innat. L'innatisme del coneixement és el que més distingeix el platonisme de l'empirisme. Amb Plató, el coneixement és una experiència de valor essencialment ètic, perquè té a veure amb la decisió de l'ànima d'acostar-se a la visió eidètica del bé despertant-ne el record. Amb el neoplatonisme, continua la idea que el vertader coneixement no és aquell que deriva de l'experiència, com vol el sentit comú, però neix d'una major activitat intel·lectual que té com a objectiu les idees espirituals. El coneixement és, per tant, una cosa amagada per a la majoria, als quals els sentits poden falsejar la causes de qualsevol fenomen. També tenen aquesta concepció els corrents neopitagòrics, gnòstics, esotèrics i màgics que arriben a la filosofia renaixentista.

#### L'aristotelisme
Respecte a Plató, Aristòtil havia revaluat ulteriorment l'experiència sensible; però, com el seu predecessor, havia mantingut ferma la pressuposició segons la qual el coneixement neix sobretot del subjecte. Un coneixement que es limiti a rebre les impressions dels sentits, de fet, és passiu; perquè aquest sigui vertader coneixement, cal que l'intel·lecte humà desenvolupe un rol actiu que consenta anar per damunt de les particularitats transitòries dels subjectes i de recollir l'essència en l'acte. El pas a l'intel·lecte actiu implica que aquest sigui capaç de pensar en si mateix, això és, que sigui dotat de consciència i llibertat, que és la característica fonamental que distingeix l'humà dels altres animals.
Aristòtil distingeix, així, diversos graus del coneixement, al nivell més baix hi ha la sensació, que té com a subjecte entitats particulars, mentre que a nivell més alt hi és la intuïció intel·lectual, capaç d'abstraure l'universal de la realitat empírica. Es mostren a continuació algunes cites il·lustratives, segons les quals Aristòtil pretén fundar el coneixement que no sols es pot obtenir mitjançant l'experiència o un raonament demostratiu; la inducció originada dels sensors no té per a ell caràcter d'universalitat:
| «                                             | […] principi de tot és l'essència: de l'essència, de fet, parteixen els sil·logismes | » |
| — Aristòtil - Metafísica VII, 9, 1034a, 30-31 |                                                                                      |   |

| «                                             | Aquell que defineix, aleshores podrà provar […] l'essència? […] no es pot dir que definir qualsevol cosa consisteixi a desenvolupar una inducció gràcies als casos únics manifestats, establint que l'objecte en la seua totalitat ha de comportar-se de certa manera […] Qui desenvolupa una inducció, de fet, no prova quina cosa és un objecte, però mostra que és o no és. En realitat, no es provarà certa l'essència amb la sensació, ni es mostrarà amb un dit […] a més d'això, sembla que l'essència d'un objecte no pot ser coneguda ni mitjançant una expressió definitòria, ni mitjançant una demostració. | » |
| — Aristòtil - Analítics segons II, 7, 92a-92b | |   |

 Conèixer significa, per tant, abstraure. Aristòtil fou també el pare de la lògica formal, que es teoritzà en la forma deductiva del sil·logisme. Es precisa, però, que la intuïció era per a ell superior també a aquest últim, perquè tractarà de fornir aquells principis de partença dels quals el sil·logisme traurà només les conclusions coherents amb les premisses. Aquesta es troba, per tant, al cim de la coneixença, culminant al final en una experiència contemplativa, típica d'un saber fins d'ell mateix, que per a Aristòtil representava l'essència de la saviesa. Retorna així també en ell el valor ètic de la coneixença.

#### L'empirisme anglosaxó

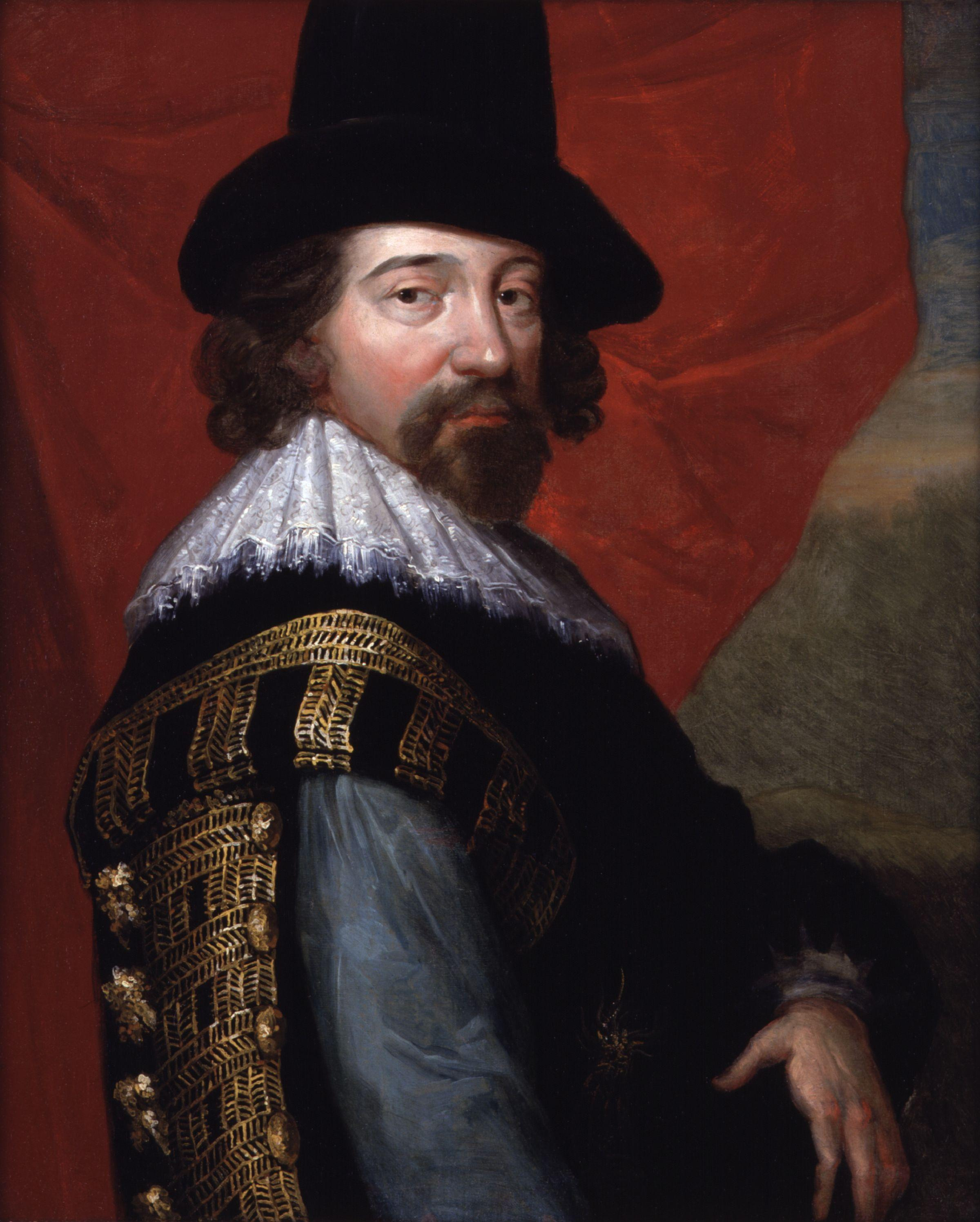
Sir Francis Bacon: "Coneixement és poder"

La pedra angular del procés cognitiu, tal com era enunciat per Aristòtil, va romandre invariable durant tota l'edat mitjana, corroborat en particular per Tomàs d'Aquino. A l'inici de l'edat moderna a Anglaterra va sorgir un corrent filosòfic segons el qual, al contrari, la coneixença deriva únicament de l'experiència sensible. Els principals exponents d'aquest corrent, que té com a precursors Francis Bacon i Thomas Hobbes, van ser John Locke, George Berkeley i David Hume. Els principis que aquests tractaven de reconduir en cada forma de coneixement humà eren essencialment dos:
- La verificabilitat, segons la qual només allò que és verificable experimentalment pot ser considerat com coneixement; el que no és verificable no existeix o no té valor objectiu.
- El mecanicisme sobre la base del qual cada fenomen, hi inclòs el coneixement humà, ocorre segons les lleis mecàniques de causa-efecte. Aquest punt fou remarcat, sobretot, per Hobbes, i es connecta a la convicció dels empiristes per als quals la ment humana és una tabula rasa al moment del naixement, això és, privada d'idees innates. Després del naixement, les impressions dels sentits es plasmarien mecànicament en la nostra ment, s'hi fixen i la ment en fa sorgir els conceptes.[16]

#### Leibniz i Kant
L'empirisme així expressat fou criticat des de l'inici per Leibniz, que no acceptava que la coneixença només era un procés merament mecànic. Leibniz era a favor de l'innatisme de les idees. També Descartes va respondre, segons el qual existien només aquelles idees de les quals es té un coneixent clar i objectiu, deduïble a priori per la raó.
Per a Leibniz, en canvi, existeixen també pensaments dels quals no es té consciència, i que actuen a nivell de l'inconscient. Hi ha, de fet, diverses graduacions del coneixement, des d'aquell més obscur fins a aquell més diferent, que és la percepció del jo o autoconsciència.
Més tard, també Kant va criticar l'empirisme. Aquest va afirmar també que el coneixement és un procés essencialment crític, en el qual la ment humana desenvolupa un rol fortament actiu. Actuant com si fos un símil de revolució copernicana per al pensament, Kant posa en relleu com les lleis científiques amb les quals coneixem el món són modelades per la nostra ment, en comptes d'extreure-les inductivament de l'experiència. El vertader coneixement es té, segons Kant, quan es formulen els judicis "sintètics a priori": aquestos són per una banda a priori, perquè neixen de l'activitat de les nostres categories mentals i per l'altre costat, però, aquestes categories s'activen només quan reben dades empíriques per processar, obtingudes passivament pels sentits. D'aquesta manera, aquestos poden conciliar l'empirisme i el racionalisme.
Per sobre de tot, relatiu al coneixement, es troba el jo penso, una activitat suprema que té la capacitat de connectar de manera crítica i conscient les informacions provinents del món extern. El coneixement no és, per tant, una simple recol·lecció de nocions, significa, però, 'connectar'. D'aquest deriva que la reflexió crítica basada en la pròpia autoconsciència sigui per a Kant l'única presumpció de coneixement vàlid.

#### Karl Popper
Karl Popper, tornant a la tradició aristotèlica i kantiana, sosté que el coneixement és un procés exclusivament deductiu, comú, sigui als humans o als animals, que es basa en el mètode de les temptatives i de la refutació.
L'aprenentatge no deriva de l'observació inductiva de la realitat, mentre que sí que ho fa de la imaginació creativa, és a dir, de l'anticipació injustificada de la realitat mateixa (les conjectures), amb les quals, de tant en tant, l'ésser humà es posa a prova. El vertader coneixement ha d'ésser falsable, formulat de tal manera que un experiment pugui provar-ne que és fals.

### Escepticisme, coneixement i emocions
L'escepticisme filosòfic argumenta que no és vertaderament possible aconseguir el coneixement, ni provar prou les nostres conviccions per tal d'anomenar-les coneixement. L'escepticisme filosòfic és la prospectiva que indaga críticament si el coneixement humà és vertader. Els seus seguidors sostenen que no és possible obtenir un coneixement vertader, perquè la justificació no és mai del tot certa. Aquesta posició difereix de l'escepticisme científic, que és la prospectiva per la qual només es pot acceptar la veracitat d'una teoria si se l'ha verificat experimentalment després.
De tota manera, el coneixement és sovint vist també com una forma d'antídot a la irracionalitat de les conductes i emocions humanes. Com diu Ralph Waldo Emerson: «El coneixement és l'antídot de la por; coneixement, ús, raó, amb les seves ajudes més grans. El nen és, tant en perill per una escala, o per una graella de rostir o una banyera, o per un gat com ho és un soldat per un canó o una emboscada. Cadascú supera la por tan ràpid com s'entenen precisament els perills, i aprèn mitjans de resistència. Cadascú es pot posar nerviós, que és, exactament, el terror de la ignorància sotmesa a la imaginació…».